# Llista negra de Hollywood
La llista negra de Hollywood era el terme col·loquial per designar el que en realitat era una llista negra més àmplia en la indústria de l'entreteniment implementada a mitjans del segle XX als Estats Units durant els primers anys de la Guerra Freda. La llista negra implicava la pràctica de negar la feina a professionals de la indústria de l'entreteniment que hom creia que havien estat o havien estat comunistes o simpatitzants amb el comunisme. No només actors, sinó també guionistes, directors, músics i altres professionals nord-americans de l'entreteniment van tenir prohibit treballar pels estudis. Això es feia generalment sobre la base de la seva pertinença, presumpta pertinença a, o fins i tot simplement simpatia amb el Partit Comunista, o sobre la base de la seva negativa a ajudar les investigacions del Congrés sobre les activitats del partit. Fins i tot durant el període d'aplicació més estricta, des de finals dels anys quaranta fins a finals dels anys cinquanta, la llista negra poques vegades es va fer explícita o verificable, ja que era el resultat de diferents decisions individuals dels estudis, i no el resultat d'accions legals, però ràpidament i directament va danyar o va acabar amb les carreres i els ingressos de desenes de persones que treballaven a la indústria del cinema.

## Els Deu de Hollywood
La primera llista negra sistemàtica de Hollywood es va instituir el 25 de novembre de 1947, l'endemà que deu escriptors i directors fossin citats per menyspreu al Congrés per negar-se a declarar davant el House Un-American Activities Committee (HUAC). Es va citar a aquestes personalitats per comparèixer davant l'HUAC a l'octubre. La citació per menyspreu implicava una acusació criminal, que va conduir a un judici molt publicitat i a una condemna eventual amb un màxim d'un any de presó a més a una multa de 1.000 dòlars. L'acció del Congrés va provocar que un grup d'executius de l'estudi, que actuaven sota els designis de l'Alliance of Motion Picture and Television Producers (Associació de Productors de Cinema), acomiadessin els artistes, anomenats elsHollywood Ten - i van fer el que s'ha conegut com la declaració Waldorf: es va anunciar a través d'un comunicat de premsa, després que els principals productors s'haguessin reunit al Waldorf-Astoria Hotel, que es rebutjava les personalitats implicades, ostracitzant efectivament les persones a la indústria. Aquests productors van instaurar un jurament obligatori de fidelitat entre els seus empleats amb l'amenaça d'incloure'ls en una llista negra.

## Llista negra
El 22 de juny de 1950 es va publicar un fulletó titulat Red Channels. Centrat en l'àmbit de la radiodifusió, va identificar 151 professionals de la indústria de l'entreteniment com a "feixistes rojos i els seus simpatitzants". Aviat, a la majoria dels nomenats, juntament amb altres artistes, se’ls va prohibir la feina a la major part del camp de l'entreteniment.
La llista negra va durar fins al 1960, quan Dalton Trumbo, membre del Partit Comunista del 1943 al 1948 i membre del Hollywood Ten, va ser acreditat com a guionista de la pel·lícula Èxode (1960), i reconegut públicament per l'actor Kirk Douglas per haver escrit el guió per a Espàrtac (també el 1960). No obstant això, molts dels que eren a la llista negra encara tingueren prohibit el treball a les seves professions durant anys després.

## Història

### Rerefons
La llista negra de Hollywood té els seus orígens en els esdeveniments dels anys trenta i principis dels anys quaranta, que abastaven el moment àlgid de la Gran Depressió i la Segona Guerra Mundial. Dues grans vagues del cinema de la indústria del cinema durant la dècada de 1930 van augmentar les tensions entre els productors de Hollywood i els sindicats, particularment el Screen Writers Guild.
El Partit Comunista dels EUA (CPUSA) va perdre un suport substancial després dels judicis de Moscou del 1936-1938 i del Pacte Molotov-Ribbentrop de 1939. El govern dels Estats Units va començar a fixar la seva atenció als possibles vincles entre Hollywood i el partit durant aquest període. Sota l'aleshores president Martin Dies, Jr., el House Un-American Activities Committee (HUAC) va emetre un informe el 1938 que afirmava que el comunisme era omnipresent a Hollywood. Dos anys més tard, Dies va prendre el testimoni en privat d'un antic membre del Partit Comunista, John L. Leech, que va titllar de comunistes quaranta-dos professionals de la indústria cinematogràfica. Després que Leech repetís els seus càrrecs amb suposada confiança a un gran jurat de Los Angeles, molts dels noms es van informar a la premsa, inclosos els de les estrelles Humphrey Bogart, James Cagney, Katharine Hepburn, Melvyn Douglas i Fredric March, entre altres figures de Hollywood. Dies va dir que "netejaria" tots aquells que van cooperar reunint-se amb ell en el qual va anomenar "sessió executiva". A les dues setmanes de la filtració del gran jurat, tots els que figuren a la llista, excepte l'actriu Jean Muir, s'havien reunit amb el president de l'HUAC. Dies va "netejar" tothom, excepte l'actor Lionel Stander, que va ser acomiadat per l'estudi de cinema, Republic Pictures, on estava contractat.
El 1941, el productor Walt Disney va publicar un anunci a Variety, la revista comercial de la indústria, declarant la seva convicció que "l'agitació comunista" estava al darrere de la vaga dels estudis Disney. Segons els historiadors Larry Ceplair i Steven Englund, "En realitat, la vaga s'havia produït pel paternalisme prepotent, la sobrecàrrega i la insensibilitat de Disney." Instigat pelrDisney, el senador de l'Estat de Califòrnia Jack Tenney, president del subcomitè d'activitats no americanes del Senat de Califòrnia, va llançar una investigació sobre "Els roigs a les pel·lícules". La mesura va ser inefectiva i se'n van burlar diversos titulars de Variety.
La posterior aliança de guerra entre els Estats Units i la Unió Soviètica va aportar una nova credibilitat al CPUSA. Durant la guerra, la pertinença al partit va arribar a un màxim de 50.000. A mesura que la Segona Guerra Mundial s'acabava, les percepcions van canviar de nou, i el comunisme es va convertir cada vegada més en un focus de pors i odi nord-americans. El 1945, Gerald LK Smith, fundador del neofeixista America First Party, va començar a pronunciar discursos a Los Angeles atacant els "jueus russos de mentalitat estrangera" Hollywood. El congressista de Mississipi John E. Rankin, membre de l'HUAC, va celebrar una conferència de premsa per declarar que "una de les trames més perilloses mai instigades per al derrocament d'aquest govern té la seva seu a Hollywood ... el més gran centre d'activitats subversives dels Estats Units". Rankin va prometre: "Ara estem a la pista de la taràntula". Els informes de la repressió soviètica a l'Europa central i oriental després de la guerra van afegir més combustible al que es va conèixer com la "Segona por roja". El creixement de la influència política conservadora i el Partit Republicà triomfen a les eleccions al Congrés de 1946, que van fer que el partit prengués el control de les institucions, van provocar un important renaixement de l'activitat institucional anticomunista, encapçalada públicament per l'HUAC. L'any següent, la Motion Picture Alliance for the Preservation of American Ideals (MPA), un grup d'acció política cofundat per Walt Disney, va publicar un fulletó que assessorava els productors sobre l'evitació de “tocs comunistes subtils” a les seves pel·lícules. El seu consell girava al voltant d'una llista de prohibicions ideològiques, com ara "No embrutis el sistema de lliure empresa ... No embrutis els industrials ... No embrutis la riquesa ... No embrutis els ànims de lucre .... No divinitzeu l'home comú ... No glorifiqueu el col·lectiu".

### El començament de la llista negra (1946-1947)
El 29 de juliol de 1946, William R. Wilkerson, editor i fundador de The Hollywood Reporter, va publicar una columna "TradeView" titulada "Un vot per a Joe Stalin". Hi va nomenar com a simpatitzants comunistes Dalton Trumbo, Maurice Rapf, Lester Cole, Howard Koch, Harold Buchman, John Wexley, Ring Lardner Jr., Harold Salemson, Henry Meyers, Theodore Strauss i John Howard Lawson. L'agost i el setembre de 1946, Wilkerson va publicar altres columnes que contenien noms de nombrosos suposats comunistes i simpatitzants. Es van conèixer com a "Llista de Billy" i "Llista negra de Billy". El 1962, quan va morir Wilkerson, el seu obituari deia que havia "anomenat noms, pseudònims i números de targeta i se li atribuïa àmpliament ser el principal responsable d'evitar que els comunistes s'arrelessin a la producció de Hollywood, cosa que els sindicats de cinema estrangers no han pogut fer". En un article del 65è aniversari del 2012, el fill de Wilkerson es va disculpar pel paper del diari a la llista negra, afirmant que el seu pare estava motivat per la venjança de la seva ambició frustrada de posseir un estudi.
A l'octubre de 1947, basant-se en la llista anomenada a "The Hollywood Reporter", el House Un-American Activities Committee va citar diverses persones que treballaven a la indústria cinematogràfica de Hollywood perquè declaressin a les audiències. El comitè havia declarat la seva intenció d'investigar si agents i simpatitzants comunistes havien estat inserint propaganda en pel·lícules americanes.
Les audiències van començar amb les aparicions de Walt Disney i Ronald Reagan, aleshores president del Screen Actors Guild. Disney va declarar que l'amenaça dels comunistes a la indústria cinematogràfica era greu i va nomenar persones probables que havien treballat per a ell com a probables comunistes. Reagan va declarar que una petita camarilla del seu sindicat feia servir "tàctiques comunistes" per intentar dirigir la política sindical, però que no sabia si aquells membres (sense nom) eren comunistes o no, i que en qualsevol cas, pensava que la unió els tenia sota control. (més tard la seva primera dona, l'actriu Jane Wyman, va afirmar en la seva biografia escrita amb Joe Morella [1985] que les acusacions de Reagan contra amics i col·legues van provocar tensions en el seu matrimoni, provocant finalment el seu divorci.) L'actor Adolphe Menjou va declarar: "Sóc un caçador de bruixes si les bruixes són comunistes. Sóc Red-baiter. M'agradaria veure-les totes a Rússia".
En canvi, altres figures destacades de Hollywood, inclosos el director John Huston i els actors Humphrey Bogart, Lauren Bacall, Judy Garland i Danny Kaye, van organitzar el Comitè per a la Primera Esmena per protestar contra la persecució del govern a la indústria del cinema. Membres del comitè, com ara Sterling Hayden, van assegurar a Bogart que no eren comunistes. Durant les audiències, un diari local de Washington va informar que Hayden era comunista. Després de tornar a Hollywood, Bogart va cridar a Danny Kaye: "tu, desgraciat, m'has venut" El grup va ser atacat com a ingenu o insensat. Sota la pressió del seu estudi, Warner Bros., per distanciar-se dels Hollywood Ten, Bogart va negociar una declaració que no denunciava el comitè, però va dir que el seu viatge era "poc aconsellable, fins i tot insensat".Billy Wilder va dir al grup que "hauríem de plegar".
Es va afirmar que molts dels professionals de la indústria cinematogràfica pels quals l'HUAC havia manifestat el seu interès eren membres del Partit Comunista dels EUA. De les 43 persones inscrites a la llista de testimonis, 19 van dir que no declararien. Onze d'aquests 19 van ser convocats davant el comitè. Els membres del Comitè per a la Primera Esmena van volar a Washington abans d'aquesta fase clímax de l'audiència, que va començar el dilluns 27 d'octubre. Dels onze "testimonis antipàtics", un, un dramaturg emigrat Bertolt Brecht, finalment va optar per respondre les preguntes del comitè (després de la qual cosa va deixar el país). Els altres deu s'hi van negar, citant els seus drets a la llibertat d'expressió i reunió emparats en la Primera Esmena. Entre les preguntes a les quals es van negar a respondre, n'hi havia una que es feia generalment com a "És vostè, o ha estat mai membre del Partit Comunista?". El Comitè va acusar formalment a aquests deu de menyspreu al Congrés i va iniciar un procés penal contra ells davant el ple de la Cambra de Representants.
A la llum del desafiament dels "Hollywood Ten" a l'HUAC - a més de negar-se a declarar, molts havien intentat llegir declaracions que denunciaven la investigació del comitè com a inconstitucionals - la pressió política va augmentar sobre la indústria del cinema per demostrar la seva bona fe "antisubversiva". Al final de les audiències, Eric Johnston, president de la Association of Motion Picture Producers (AMPP) (i de la Motion Picture Association of America (MPAA)), va declarar al comitè que mai no "donaria feina a cap comunista provat o confès perquè són només una força disruptiva i no els vull al voltant".
El 17 de novembre, el Screen Actors Guild va votar perquè els seus directius juressin una promesa afirmant que cap d'ells no era comunista. La setmana següent, el 24 de novembre, la Cambra de Representants va votar 346 contra 17 per aprovar les citacions contra els Hollywood Ten per menyspreu al Congrés. L'endemà, després d'una reunió d'executius de la indústria cinematogràfica a l'hotel Waldorf-Astoria de Nova York, el president de l'AMPP, Johnston, va emetre un comunicat de premsa que avui es coneix com la Waldorf Statement. La seva declaració deia que els deu serien acomiadats o suspesos sense remuneració i no es tornarien a contractar fins que no se'ls lliurés dels càrrecs de menyspreu i haguessin jurat que no eren comunistes. La primera llista negra de Hollywood estava en vigor.

### La llista creix (1948-1950)
Les audiències de HUAC no van donar cap prova que Hollywood difongués en secret la propaganda comunista, però la indústria es va transformar. Les conseqüències de la investigació van ser un factor de la decisió de Floyd Odlum, el principal propietari de RKO Pictures, d'abandonar la indústria. Com a resultat, l'estudi va passar a mans de Howard Hughes. A les poques setmanes d'haver-se fet càrrec el maig de 1948, Hughes va acomiadar la majoria dels empleats de RKO i va tancar pràcticament l'estudi durant sis mesos, ja que va investigar les simpaties polítiques de la resta. Llavors, just quan RKO va tornar a la producció, Hughes va prendre la decisió d'establir-se una llarga tradició demanda antimonopoli federal contra els Big Five studios de la indústria. Aquest va ser un dels passos crucials del col·lapse del sistema d'estudis que havia governat Hollywood durant un quart de segle.
A principis de 1948, tots els Hollywood Ten van ser condemnats per menyspreu. Després d'una sèrie d'apel·lacions fallides, els casos van arribar davant el Tribunal Suprem dels Estats Units; entre les presentacions presentades en defensa de les deu hi havia un amicus curiae escrit signat per 204 professionals de Hollywood. Després que el tribunal va denegar la revisió, el Hollywood Ten va començar a complir condemnes d'un any de presó el 1950.
El setembre del 1950, un dels Ten, director Edward Dmytryk, públicVa anunciar que havia estat comunista i que estava disposat a declarar contra altres que també ho havien estat. Va ser alliberat aviat de la presó; després de la seva aparició a HUAC el 1951, en què va descriure la seva breu pertinença al partit i va nomenar noms, la seva carrera es va recuperar.
Els altres van romandre en silenci i la majoria no van poder obtenir feina a la indústria del cinema i la televisió nord-americana durant molts anys. Adrian Scott, que havia produït quatre de les pel·lícules de Dmytryk -  Murder, My Sweet ;  Cornered ;  Tan ben recordat ; i  Crossfire  - va ser un dels anomenats pel seu antic amic. El següent crèdit de la pantalla de Scott no va arribar fins al 1972 i mai va produir cap altre llargmetratge. Alguns dels que van aparèixer a la llista negra van continuar escrivint de manera subreptícia per a Hollywood o per a la indústria de la radiodifusió, fent servir pseudònims o els noms d'amics que es feien escriptors reals (els que van permetre que els seus noms s'utilitzessin d'aquesta manera s'anomenaven «fronts») "). Dels 204 que van signar el breu Amicus, 84 eren a la llista negra. Hi va haver un efecte esgarrifós més general: Humphrey Bogart, que havia estat un dels membres més destacats del Comitè per a la Primera Esmena, es va sentir obligat a escriure un article per a "Photoplay '" revista negant que fos un simpatitzant comunista. El Comitè Tenney, que havia continuat les seves investigacions a nivell estatal, va convocar el compositor Ira Gershwin per declarar sobre la seva participació. al comitè.
Diverses organitzacions no governamentals van participar en l'aplicació i ampliació de la llista negra; en particular, la Legió Americana, el grup conservador de veterans de guerra, va contribuir a pressionar la indústria de l'entreteniment perquè excloés els comunistes i els seus simpatitzants. El 1949, la Divisió d'Americanisme de la Legió va publicar la seva pròpia llista negra, una llista de 128 persones que afirmava que eren participants de la "Conspiració Comunista". Entre els noms de la llista de la Legió hi havia el del dramaturg Lillian Hellman. Hellman havia escrit o contribuït als guions d'aproximadament deu pel·lícules fins al moment ; no va tornar a treballar en un estudi de Hollywood fins al 1966.
Un altre grup influent va ser American Business Consultants Inc., fundat el 1947. A la informació de subscripció per a la seva publicació setmanal  Counterattack , "The Newsletter of Facts to Combat Communism", va declarar que estava dirigit per "un grup de" "ex" homes de l'FBI. No té cap afiliació a cap organisme governamental ". Malgrat aquesta afirmació, sembla que els editors de  Contraatac  van tenir accés directe als fitxers de l'FBI i l'HUAC; els resultats d'aquest accés es van fer àmpliament evidents amb la publicació de  Red Channels  de juny de 1950. Aquest spin-off de "contraatac" enumera 151 persones en periodisme d'entreteniment i difusió, juntament amb registres de la seva participació en el qual significava que el fulletó es prenia com a activitats comunistes o procomunistes. Alguns dels anomenats, com Hellman, ja se'ls negava l'ocupació en els camps de cinema, televisió i ràdio; la publicació de  Red Channels  va significar que es van col·locar més puntuacions a la llista negra. Aquell any, CBS va instituir un jurament de fidelitat que exigia a tots els seus empleats.
Jean Muir va ser el primer intèrpret a perdre ocupació a causa d'un llistat a  Red Channels . El 1950, Muir va ser nomenada simpatitzant comunista al fulletó, i va ser immediatament eliminada del repartiment de la sèrie de televisió  La família Aldrich , en la qual havia estat escollida com a Mrs. Aldrich. NBC havia rebut entre 20 i 30 trucades telefòniques per protestar perquè participava al programa. General Foods, el patrocinador, va dir que no patrocinaria programes en què apareguessin "persones controvertides". Tot i que més tard la companyia va rebre milers de trucades per protestar contra la decisió, no es va revertir.

### Torna l'HUAC (1951-1952)
El 1951, amb el Congrés dels Estats Units ara sota control democràtic, HUAC va llançar una segona investigació sobre Hollywood i el comunisme. Com va dir l'actor Larry Parks quan va ser cridat davant del tribunal,
 No em presenteu l'opció de menysprear aquest comitè i anar a la presó o obligar-me a arrossegar-me pel fang per ser un informador. Amb quina finalitat? No crec que sigui una elecció en absolut. No crec que això sigui realment esportiu. No crec que això sigui americà. No crec que això sigui justícia nord-americana.

Parks va declarar en última instància, convertint-se, per més que de mala gana, en un "testimoni amable" i, tot i així, es va trobar a la llista negra.
De fet, les tàctiques legals dels refucantar per declarar ja havia canviat; en lloc de confiar en la Primera Esmena, van invocar l'escut contra la autoinculpació (encara que, com abans, la pertinença al Partit Comunista no era il·legal). Tot i que això normalment permetia a un testimoni evitar "posar noms" sense ser acusat de menyspreu al Congrés, "prendre el Cinquè" abans que HUAC garantís la pertinença a la llista negra de la indústria. Els historiadors de vegades distingeixen entre la llista negra relativament oficial: els noms dels qui (a) van ser cridats per HUAC i, de qualsevol manera, es van negar a cooperar i / o (b) van ser identificats com a comunistes a les audiències - i l'anomenat llibreria - aquells altres a qui se'ls va negar la feina a causa de les seves afiliacions polítiques o personals, reals o imaginades; les conseqüències, però, van ser en gran manera les mateixes. El graylist també es refereix més específicament a aquells als quals els estudis més importants van negar la feina, però encara podien trobar feina a Poverty Row: el compositor Elmer Bernstein, per exemple, va ser trucat per HUAC quan es va descobrir que havia escrit algunes crítiques musicals per a un diari comunista. Després de negar-se a posar noms, assenyalant que mai havia assistit a una reunió del Partit Comunista, es va trobar component música per a pel·lícules com  Dones de gat de la Lluna .

Tractament anticomunista dels anys 50, denunciant els "REDS of Hollywood and Broadway"

Com Parks i Dmytryk, altres també van cooperar amb el comitè. Alguns testimonis amistosos van donar un testimoni àmpliament perjudicial amb menys reticències aparents, el més destacat del director Elia Kazan i del guionista Budd Schulberg. La seva cooperació en la descripció de les tendències polítiques dels seus amics i associats professionals va aturar efectivament desenes de carreres i va obligar diversos artistes a marxar cap a Mèxic o Europa. D’altres també van ser obligats a treballar a l'estranger. El director Jules Dassin va ser un dels més coneguts. En breu comunista, Dassin havia abandonat el partit el 1939. Va ser immediatament posat a la llista negra després que Edward Dmytryk i el seu cineasta Frank Tuttle el nomenessin a HUAC el 1952. Dassin va marxar a França i va passar gran part de la seva carrera restant a Grècia. L'erudit Thomas Doherty descriu com les audiències de l'HUAC van passar a la llista negra aquells que ni tan sols havien estat especialment actius políticament, i menys encara sospitosos de ser comunistes:
 [O] el 21 de març de 1951, el nom de l'actor Lionel Stander va ser pronunciat per l'actor Larry Parks durant el testimoni davant HUAC. "Coneixeu Lionel Stander?" va preguntar el conseller del comitè Frank S. Tavenner. Parks va respondre que coneixia l'home, però que no coneixia les seves afiliacions polítiques. Parks o el comitè no van dir més sobre Stander, ni cap acusació ni cap insinuació. Tot i això, el telèfon de Stander va deixar de sonar. Abans del testimoni de Parks, Stander havia treballat en deu programes de televisió en els darrers 100 dies. Després, res.
La caça de subversius s'estenia a totes les branques de la indústria de l'entreteniment. En el camp de l'animació, en particular es van veure afectats dos estudis: United Productions of America (UPA) va ser purgada d'una gran part del seu personal, mentre que Tempo, amb seu a Nova York, va ser totalment aixafat. Les investigacions de l'HUAC van destruir efectivament les famílies. Guionista Richard Collins, després d'un breu període a la llista negra, es va convertir en un testimoni amable i va abandonar la seva dona, l'actriu Dorothy Comingore, que es va negar a posar noms. Collins, divorciar-se de Comingore, també va prendre el fill petit de la parella. La història de la família es va representar posteriorment a la pel·lícula  Culpable per sospita  (1991), en què el personatge basat en Comingore "es suïcida en lloc de suportar un llarg col·lapse mental". A la vida real, Comingore va sucumbir a l'alcoholisme i va morir d'una malaltia pulmonar a l'edat de cinquanta-vuit anys. En la descripció dels historiadors Paul Buhle i David Wagner, "els atacs cardíacs i els atacs cardíacs eren bastant freqüents [entre els llistats negres], juntament amb l'alcohol intens com a forma de suïcidi al pla de terminis".
Malgrat tot, les proves que els comunistes utilitzaven realment les pel·lícules de Hollywood com a vehicles per a la subversió eren difícils de trobar. Schulberg va informar que el manuscrit de la seva novel·la  What Makes Sammy Run?  (Més tard també guió) havia estat objecte d'una crítica ideològica de l'escriptor de Hollywood Ten John Howard Lawson, els comentaris del qual havia sol·licitat. La importància d'aquestes interaccions era qüestionable. Com descriu l'historiador Gerald Horne, molts guionistes de Hollywood s'havien unit al capítol local del Partit Comunista o s'hi havien associat perquè "oferia un col·lectiu a una professió que estava embolicada en un aïllament enorme a la màquina d'escriure. La seva" Clínica d'escriptors "tenia" un "tauler" informal de respectats guionistes ", inclosos Lawson i Ring Lardner Jr. -" que llegien i comentaven qualsevol guió que se'ls presentés. Tot i que les seves crítiques podrien ser abundants, agudes i (de vegades) políticament dogmàtiques, l'autor era totalment lliure d'acceptar-la o rebutjar-la com volgués sense incórrer en la més mínima "conseqüència" o sanció ". Gran part de les proves en pantalla de la influència comunista descoberta per HUAC eren febles en el millor dels casos. Un testimoni es va recordar de Stander, mentre actuava en una pel·lícula, xiulant l'esquerra "Internationale" mentre el seu personatge esperava un ascensor. "Un altre va assenyalar que el guionista Lester Cole havia inserit línies d'un famós discurs pro-Lleialista de La Pasionaria sobre que era" millor morir de peus que viure de genolls en una xerrada animada a càrrec d'un entrenador de futbol."
Altres no estan d'acord sobre com els comunistes van afectar la indústria del cinema. L'autor Kenneth Billingsley, que escrivia a la revista Reason, va dir que Trumbo va escriure a The Daily Worker sobre pel·lícules que va dir que la influència comunista a Hollywood havia impedit des de la realització: entre elles es van proposar adaptacions de les obres anti - totalitàries de Arthur Koestler Foscor al migdia, que descrivia l'ascens del comunisme a Rússia. Els autors Ronald i Allis Radosh, que escrivien a "L'estrella vermella sobre Hollywood: el llarg romanç amb l'esquerra de la colònia de cinema", va dir que Trumbo presumia de com ell i altres membres del partit van deixar de produir pel·lícules anticomunistes. 

### Alçada (1952-1956)
El 1952, el Screen Writers Guild, que havia estat fundat dues dècades abans per tres futurs membres del Hollywood Ten, va autoritzar els estudis de cinema a "ometre de la pantalla" els noms de les persones que no s'havien pogut esborrar abans del Congrés. L'escriptor Dalton Trumbo, per exemple, un dels Hollywood Ten i que encara era a la llista negra, havia rebut crèdit a la pantalla el 1950 per haver escrit, anys abans, la història sobre la qual es comptava el guió de Es va fundar Columbia Pictures '' 'Wedding Wedding' '. No n’hi va haver més fins als anys seixanta. El nom de Albert Maltz, que havia escrit el guió original de The Robe  a mitjans dels anys 40, no es veia enlloc quan es va estrenar la pel·lícula a 1953.
Com descriu William O'Neill, es va mantenir la pressió fins i tot sobre aquells que ostensiblement s'havien "netejat":
 El 27 de desembre de 1952, la Legió Americana va anunciar que desaprovava una nova pel·lícula,  Moulin Rouge , protagonitzada per José Ferrer, que solia no ser més progressista que centenars d'altres actors i ja havia estat a la brasa per HUAC. El quadre en si es basava en la vida de Toulouse-Lautrec i era totalment apolític. Nou membres de la Legió l'havien fet de piquet de totes maneres, cosa que va donar lloc a la controvèrsiasy. En aquest moment, la gent no corria cap risc. Ferrer va comunicar immediatament al comandant nacional de la Legió que estaria content de sumar-se als veterans en la seva "lluita contra el comunisme". 
Els esforços del grup van arrossegar molts altres a la llista negra: el 1954, "el guionista Louis Pollock, un home sense cap concepte polític ni associació coneguda, va deixar de sobte la seva carrera professional perquè la legió nord-americana el va confondre amb Louis Pollack, un draper de Califòrnia que s'havia negat a cooperar amb HUAC. " Orson Bean va recordar que havia estat inclòs breument a la llista negra després de sortir amb un membre del partit, malgrat que la seva pròpia política era conservadora.
Durant aquest mateix període, diversos influents columnistes de diaris que van cobrir la indústria de l'entreteniment, incloent-hi Walter Winchell, Hedda Hopper, Victor Riesel, Jack O'Brian i George Sokolsky, oferia regularment noms amb el suggeriment que s'afegirien a la llista negra. L'actor John Ireland va rebre un acord extrajudicial per posar fi a una demanda del 1954 contra l'agència de publicitat Young & Rubicam, que l'havia ordenat retirar-se del paper principal d'una sèrie de televisió que va patrocinar.  Variety  la va descriure com "la primera admissió a la indústria del que durant un temps ha estat un secret a vocació: que l'amenaça de ser etiquetat com a inconformista polític, o pitjor encara, s'ha utilitzat contra personalitats de l'espectacle i que el sistema de projecció està funcionant per determinar les disponibilitats dels papers per als actors ".
La llista negra de Hollywood feia temps que anava de la mà de les activitats de Red-Baiting de J. Edgar Hoover FBI. Adversaris de HUAC, com l'advocat Bartley Crum, que defensà alguns dels Hollywood Ten davant del comitè el 1947, van ser etiquetats com a simpatitzants o subversius comunistes i van ser objecte d'investigació. Al llarg de la dècada de 1950, l'FBI va tocar els telèfons de Crum, li va obrir el correu i el va posar sota vigilància contínua. Com a resultat, va perdre la majoria dels seus clients i, incapaç de fer front a l'estrès de l'assetjament incessant, es va suïcidar el 1959. La intimidació i la divisió de l'esquerra ara es veu com un propòsit central de les audiències de l'HUAC. La recaptació de fons per als populars esforços humanitaris es va fer difícil i, malgrat les simpaties de molts en la indústria, hi va haver poc suport obert a Hollywood per causes com el Moviment pels drets civils i l'oposició a les proves d'armes nuclears.
Les lluites que van assistir a la llista negra es van representar metafòricament a la pantalla gran de diverses maneres. Tal com va descriure l'historiador del cinema James Chapman, "Carl Foreman, que s'havia negat a declarar davant del comitè, va escriure el western" 'High Noon' '(1952), en què un mariscal de la ciutat (interpretava, Irònicament, per un amic testimoni Gary Cooper) es troba abandonat pels bons ciutadans de Hadleyville (llegiu: Hollywood) quan torna una banda de forajits que havien terroritzat la ciutat diversos anys abans (llegiu: HUAC). " El legislador de Cooper va netejar Hadleyville, però Foreman es va veure obligat a marxar a Europa per trobar feina. Mentrestant, Kazan i Schulberg van col·laborar en una pel·lícula àmpliament vista que justificava la seva decisió de nomenar noms.  On the Waterfront  (1954) es va convertir en una de les pel·lícules més honrades de la història de Hollywood, guanyant vuit premis de l'Acadèmia, inclosos els Oscars a la millor pel·lícula, la direcció de Kazan i el guió de Schulberg. A la pel·lícula apareixia Lee J. Cobb, un dels actors més coneguts per nomenar noms.  Time Out Film Guide  argumenta que la pel·lícula està "minada" per la seva "vergonyosa petició especial en nom dels informants".
Després de la seva sortida de la presó, Herbert Biberman dels Hollywood Ten va dirigir Salt of the Earth (també de 1954), treballant independentment a Nou Mèxic amb altres companys professionals de la llista negra de Hollywood: el productor Paul Jarrico, el guionista Michael Wilson, i els actors Rosaura Revueltas i Will Geer. La pel·lícula, referent a una vaga de treballadors de mines mexicans-nord-americans, es va denunciar com a propaganda comunista quan es va acabar el 1953. Els distribuïdors la van boicotejar, els diaris i les emissores de ràdio van rebutjar la publicitat i el sindicat de projectistes es va negar a dirigir-la. A tot el país a 1954, només una dotzena de teatres el van exhibir.

### Trencar la llista negra (1957-actualitat)
Jules Dassin va ser un dels primers a trencar la llista negra. Tot i que va ser nomenat per Edward Dmytryk i Frank Tuttle la primavera de 1951, va dirigir el desembre de 1952 la Broadway Play  Two's Company  amb Bette Davis. El juny de 1956, la seva producció cinematogràfica francesa  Rififi  es va obrir al Teatre de les Belles Arts i va romandre durant 20 setmanes.
Una figura clau per posar fi a la llista negra va ser John Henry Faulk. Amfitrió d'un programa de ràdio d'humor de la tarda, Faulk era un esquerrà actiu al seu sindicat, la Federació Americana d'Artistes de Televisió i Ràdio. Va ser examinat per AWARE, Inc., una de les empreses privades que va examinar els individus per trobar signes de simpatia comunista i de "deslleialtat". Marcat pel grup com a no apte, va ser acomiadat per CBS Radio. Gairebé sol entre les moltes víctimes de la llista negra, Faulk va decidir demandar AWARE el 1957. Tot i que el cas va arrossegar els tribunals durant anys, la demanda va ser un símbol important del augmentant la resistència a la llista negra.
Les esquerdes inicials de la llista negra de la indústria de l'entreteniment eren evidents a la televisió, concretament a CBS. El 1957, l'actor Norman Lloyd de la llista negra va ser contractat per Alfred Hitchcock com a productor associat per a la seva sèrie d'antologia  Alfred Hitchcock Presents , i va entrar a la seva tercera temporada a la xarxa. El 30 de novembre de 1958 va aparèixer una producció en directe de CBS de  Wonderful Town , basada en contes escrits per la llavors comunista Ruth McKenney, amb crèdit per escrit d'Edward Chodorov a la llista negra, juntament amb el seu soci literari, Joseph Fields. L'any següent, l'actriu Betty Hutton va insistir que el compositor de la llista negra Jerry Fielding fos contractat com a director musical per a la seva nova sèrie, també a CBS. Poc després es va produir el primer salt principal a la llista negra de Hollywood. El 20 de gener de 1960, el director Otto Preminger va anunciar públicament que Dalton Trumbo, un dels membres més coneguts de Hollywood Ten, era el guionista de la seva propera pel·lícula Èxode. Sis mesos i mig després, amb  Exodus  encara per debutar,  The New York Times  'va anunciar que Universal Pictures donaria a Trumbo crèdit a la pantalla pel seu paper d'escriptor sobre Spartacus , una decisió que ara es reconeix en gran manera per l'estrella / productor Kirk Douglas. El 6 d'octubre es va estrenar  Spartacus , la primera pel·lícula que portava el nom de Trumbo des que havia rebut el crèdit de la història a  Wedding Wedding  el 1950. Des del 1947, havia escrit o coescrit aproximadament disset pel·lícules cinematogràfiques sense crèdit.  Èxode  va seguir al desembre, que també portava el nom de Trumbo. Ara, la llista negra estava arribant a la seva fi, però els seus efectes continuen repercutint fins i tot fins al present. La indústria del cinema encara pateix la purga d'esperits crítics i d'esquerres.
John Henry Faulk va guanyar la seva demanda el 1962. Amb aquesta decisió judicial, es va comunicar a les llistes negres privades i als que les utilitzaven que legalment responsable dels danys professionals i financers que causaven. Això va ajudar a posar fi a publicacions com  Counterattack . Igual que Adrian Scott i Lillian Hellman, però, alguns dels que formaven part de la llista negra van romandre allà durant un llarg període; Lionel Stander, per exemple, no va poder trobar feina a Hollywood fins al 1965. Alguns dels que van anomenar noms, com Kazan i Schulberg, van argumentar durant anys després que havien pres una decisió èticament adequada. Altres, com l'actor Lee J. Cobb i el director Michael Gordon, que van testificar voluntàriament a l'HUAC després de patir un temps a la llista negra "van admetre amb remordiments que el seu pla era donar noms per poder tornar a treballar". A altres els va encantar l'elecció que havien pres. El 1963, l'actor Sterling Hayden va declarar:
 Jo era una rata, un ximple, i els noms que vaig anomenar d'aquells amics íntims apareixien a la llista negra i es van privar dels seus mitjans de vida.
Els erudits Paul Buhle i D.Wagner va afirmar que Hayden "es creia àmpliament que s'havia emborratxat en una depressió gairebé suïcida dècades abans de la seva mort el 1986".
Al segle XXI, el Writers Guild va perseguir la correcció dels crèdits de la pantalla de pel·lícules dels anys cinquanta i principis dels seixanta per reflectir adequadament el treball d'escriptors a la llista negra com Carl Foreman i Hugo Butler . El 19 de desembre de 2011, el gremi, en funció d'una sol·licitud d'investigació del seu fill moribund Christopher Trumbo, va anunciar que Dalton Trumbo obtindria el crèdit total pel seu treball en el guió de la comèdia romàntica Roman Holiday (1953), gairebé seixanta anys després del fet.

## Els Deu de Hollywood i altres llistes negres de 1947

### Els Deu de Hollywood
Els deu individus següents van ser citats per menyspreu al Congrés i es van incloure a la llista negra després de negar-se a respondre a preguntes sobre la seva presumpta implicació amb el Partit Comunista:
- Alvah Bessie, guionista
- Herbert Biberman, guionista i director
- Lester Cole, guionista
- Edward Dmytryk, director
- Ring Lardner Jr., guionista
- John Howard Lawson, guionista
- Albert Maltz, guionista
- Samuel Ornitz, guionista
- Adrian Scott, productor i guionista
- Dalton Trumbo, guionista

A finals de setembre de 1947, HUAC va citar 79 individus al·legant que eren subversius i suposaven que injectaven propaganda comunista a les seves pel·lícules. Tot i que mai no van confirmar aquesta afirmació, els investigadors els van acusar de menyspreu al Congrés quan es van negar a respondre les preguntes sobre la seva pertinença al Screen Writers Guild i al Partit Comunista. El Comitè els va exigir que admetessin les seves creences polítiques i els noms d'altres comunistes. Dinou dels que es van negar a cooperar i, a causa de malalties, conflictes horaris i esgotament de les audiències caòtiques, només 10 van comparèixer davant el Comitè. Aquests homes es van conèixer com els Hollywood Ten.
Pertànyer al Partit Comunista no constituïa cap delicte i el dret del Comitè a investigar aquests homes era qüestionable en primer lloc. Aquests homes confiaven en el dret a la intimitat, la llibertat d'expressió i la llibertat de pensament de la Primera Esmena, però el Comitè els va acusar de menyspreu al Congrés per negar-se a respondre a les preguntes. Els processats posteriors, excepte Pete Seeger, van intentar diferents estratègies.
Reconeixent el potencial de càstig, els Deu encara van prendre posicions audaces, resistint l'autoritat de HUAC. Van cridar al president i van tractar el comitè amb indignació oberta, emanant negativitat i desanimant el favor i l'ajut públics. En rebre les seves citacions de menyspreu, van creure que el Tribunal Suprem anul·laria les sentències, cosa que no va resultar ser el cas, i, en conseqüència, van ser condemnats per menyspreu i van ser multats amb 1.000 dòlars cadascun (o més de 10.700 dòlars nord-americans en 2016). quan s'ajusta a la inflació), i condemnat a sis mesos de presó a un any.
HUAC tampoc va tractar els Deu amb respecte, negant-se a permetre que la majoria parlessin més que unes poques paraules alhora. Mentrestant, es va permetre que els testimonis que havien acordat cooperar amb el Comitè (com ara el guionista anticomunista Ayn Rand) parlessin llargament.
Martin Redish suggereix que en aquest moment, el dret de lliure expressió de la Primera Esmena en aquests casos s'utilitzava per protegir els poders dels acusadors del govern, en lloc dels drets dels ciutadans víctimes. Després en presència de la publicitat de la ineficàcia de l'estratègia de defensa dels Deu, els acusats posteriors van optar per defensar la Cinquena Esmena (contra l'autoinculpació).
El suport públic als Hollywood Ten va vacil·lar, ja que els ciutadans-observadors quotidians mai no van estar ben segurs de què fer-ne. Alguns d'aquests homes van escriure més tard sobre les seves experiències com a part dels Deu. John Howard Lawson, el líder no oficial dels Deu, va escriure un llibre atacant Hollywood per apaivagar HUAC. Mentre critica sobretot els estudis per la seva debilitat, Lawson també es defensa a si mateix i als deu i critica a Edward Dmytryk per ser l'únic que es va retirar i, finalment, va cooperar amb HUAC.
A la seva autobiografia de 1981, "Hollywood Red", el guionista Lester Cole va afirmar que tots els Hollywood Ten havien estat membres del Partit Comunista dels Estats Units en algun moment. Altres membres del Hollywood Ten, com Dalton Trumbo i Edward Dmytryk, va admetre públicament que era comunista mentre testificava davant el Comitè.
Quan Dmytryk va escriure les seves memòries sobre aquest període, va denunciar els Deu i va defensar la seva decisió de treballar amb HUAC. Va afirmar haver abandonat el Partit Comunista abans d'haver estat citat, definint-se a si mateix com "l'home estrany". Condemna la tàctica legal de desafiament dels Deu i lamenta quedar-se amb el grup el temps que va fer-ho.

### Altres
- Hanns Eisler, compositor[83]
- Bernard Gordon, guionista[84]
- Joan LaCour Scott, guionista[85]
- Irving Lerner, editor i director[86]

### Primera llista de persones entre gener de 1948 i juny de 1950
(un asterisc després de l'entrada indica que la persona també apareix a "Red Channels")
- Ben Barzman, guionista[87]
- Paul Draper, actor i ballarí *[88]
- Sheridan Gibney, guionista[89]
- Paul Green, dramaturg i guionista[90]
- Lillian Hellman, dramaturg i guionista *[91]
- Canadà Lee, actor[92]
- Paul Robeson, actor i cantant[93]
- Edwin Rolfe, guionista i poeta[94]
- William Sweets, personalitat radiofònica *[95]
- Richard Wright, escriptor[90]

### La llista deRed Channels
| - Larry Adler, actor i músic - Luther Adler, actor i director - Stella Adler, actor i professor - Edith Atwater, actor - Howard Bay, dissenyador escènic - Ralph Bell, actor - Leonard Bernstein, compositor i director d'orquestra - Walter Bernstein, guionista, esmentat a Venona intercepta agents soviètics - Marc Blitzstein, compositor - Millen Brand, escriptor - Oscar Brand, cantant de folk - Joseph Edward Bromberg, actor - Himan Brown, productor i director - John Brown, actor - Abe Burrows, dramaturg i lletrista - Morris Carnovsky, actor - Cliff Carpenter, actor - Vera Caspary, escriptora - Edward Chodorov, guionista i productor - Jerome Chodorov, escriptor - Mady Christians, actor - Lee J. Cobb, actor - Marc Connelly, dramaturg - Aaron Copland, compositor - Norman Corwin, escriptor - Howard Da Silva, actor - Roger De Koven, actor - Dean Dixon, director d'orquestra - Olin Downes, crític musical - Alfred Drake, actor i cantant - Paul Draper, actor i ballarí - Howard Duff, actor - Clifford J. Durr, advocat - Richard Dyer-Bennet, cantant de folk - José Ferrer, actor - Louise Fitch (Lewis), actor - Martin Gabel, actor - Arthur Gaeth, comentarista de ràdio - William S. Gailmor, periodista i comentarista de ràdio - John Garfield, actor - Will Geer, actor - Jack Gilford, actor i humorista - Tom Glazer, cantant de folk - Ruth Gordon, actor i guionista - Lloyd Gough, actor - Morton Gould, pianista i compositor - Shirley Graham, escriptora - Ben Grauer, personalitat radiofònica i televisiva - Mitchell Grayson, productor i director de ràdio - Horace Grenell, director i productor musical | - Uta Hagen, actor i professor - Dashiell Hammett, escriptor - E. Y. "Yip" Harburg, lletrista - Robert P. Heller, periodista de televisió - Lillian Hellman, dramaturga i guionista - Jon Hering, intern - Nat Hiken, escriptor i productor - Rose Hobart, actor - Judy Holliday, actor i humorista - Roderick B. Holmgren, periodista - Lena Horne, cantant i actor - Langston Hughes, escriptor - Marsha Hunt, actor - Leo Hurwitz, director - Charles Irving, actor - Burl Ives, cantant i actor de folk - Sam Jaffe, actor - Leon Janney, actor - Joe Julian, actor - Garson Kanin, escriptor i director - George Keane, actor - Donna Keath, actor de ràdio - Pert Kelton, actor - Alexander Kendrick, periodista i autor - Adelaide Klein, actor - Howard Koch, guionista - Tony Kraber, actor - Millard Lampell, guionista - John La Touche, lletrista - Arthur Laurents, escriptor - Gypsy Rose Lee, actor i ecdysiast - Madeline Lee, actriu [d] - Ray Lev, pianista clàssic - Philip Loeb, actor - Ella Logan, actor i cantant - Alan Lomax, folklorista i musicòleg - Avon Long, actor i cantant - Joseph Losey, director - Peter Lyon, escriptor de televisió - Aline MacMahon, actor - Paul Mann, director i professor - Margo, actor i ballarí - Myron McCormick, actor - Paul McGrath, actor de ràdio - Burgess Meredith, actor - Arthur Miller, dramaturg - Henry Morgan, actor - Zero Mostel, actor i humorista - Jean Muir, actor - Meg Mundy, actor - Lyn Murray, compositora i directora coral | - Ben Myers, advocat - Dorothy Parker, escriptora - Arnold Perl, productor i escriptor - Minerva Pious, actor - Samson Raphaelson, guionista i dramaturg - Bernard Reis, comptable - Anne Revere, actor - Kenneth Roberts, escriptor - Earl Robinson, compositor i lletrista - Edward G. Robinson, actor - William N. Robson, escriptor de ràdio i televisió - Harold Rome, compositor i lletrista - Norman Rosten, escriptor - Selena Royle, actor - Coby Ruskin, director de televisió - Robert William St. John, periodista, emissor - Hazel Scott, músic de jazz i clàssic - Pete Seeger, cantant de folk - Lisa Sergio, personalitat radiofònica - Artie Shaw, músic de jazz - Irwin Shaw, escriptor, dramaturg - Robert Lewis Shayon, antic president del gremi de directors de ràdio i televisió - Ann Shepherd, actor - William L. Shirer, periodista, locutor - Allan Sloane, escriptor de ràdio i televisió - Howard K. Smith, periodista, locutor - Gale Sondergaard, actor - Hester Sondergaard, actor - Lionel Stander, actor - Johannes Steele, periodista, comentarista de ràdio - Paul Stewart, actor - Elliott Sullivan, actor - William Sweets, personalitat radiofònica - Helen Tamiris, coreògrafa - Betty Todd, directora - Louis Untermeyer, poeta - Hilda Vaughn, actor - J. Raymond Walsh, comentarista de ràdio - Sam Wanamaker, actor - Theodore Ward, dramaturg - Fredi Washington, actor - Margaret Webster, actor, director i productor - Orson Welles, actor, escriptor i director - Josh White, músic de blues - Irene Wicker, cantant i actor - Betty Winkler (Keane), actor - Martin Wolfson, actor - Lesley Woods, actor - Richard Yaffe, periodista, locutor |

### Altres que van aparèixer a la llista negra després del juny de 1950
- Eddie Albert, actor[96]
- Lew Amster, guionista[97]
- Richard Attenborough, actor, director i productor[98]
- Norma Barzman, guionista[99]
- Sol Barzman, guionista[100]
- Orson Bean, actor[101]
- Albert Bein, guionista[97]
- Harry Belafonte, actor i cantant[102]
- Barbara Bel Geddes, actriu[103]
- Ben Bengal, guionista[104]
- Seymour Bennett, guionista[105]
- Leonardo Bercovici, guionista[106]
- Herschel Bernardi, actor[107]
- John Berry, actor, guionista i director[108]
- Henry Blankfort, guionista[109]
- Laurie Blankfort, artista[109]
- Roman Bohnen, actor[110]
- Allen Boretz, guionista i compositor[111]
- Phoebe Brand, actriu[112]
- John Bright, guionista[113]
- Phil Brown, actor[114]
- Harold Buchman, guionista[115]
- Sidney Buchman, guionista[116]
- Luis Buñuel, director[117]
- Val Burton, guionista[118]
- Hugo Butler, guionista[119]
- Alan Campbell, guionista[120]
- Charlie Chaplin, actor, director i productor[121]
- Maurice Clark, guionista[122]
- Richard Collins, guionista[123]
- Charles Collingwood, comentarista de ràdio[124]
- Dorothy Comingore, actriu[125]
- Jeff Corey, actor[126]
- George Corey, guionista[127]
- Irwin Corey, actor i humorista[128]
- Oliver Crawford, guionista[129]
- John Cromwell, director[130]
- Charles Dagget, animador[131] [ e ]
- Danny Dare, coreògraf[132] [b]
- Jules Dassin, director[134]
- Ossie Davis, actor[135]
- Ruby Dee, actriu[136]
- Dolores del Río, actriu[137]
- Karen DeWolf, guionista[138]
- Howard Dimsdale, escriptor[45]
- Ludwig Donath, actor[110]
- Arnaud d'Usseau, guionista[139]
- Phil Eastman, escriptor de dibuixos animats[140]
- Leslie Edgley, guionista[141]
- Edward Eliscu, guionista[142]
- Faith Elliott, animador[143]
- Cy Endfield, guionista i director[144]
- Guy Endore, guionista[139]
- Francis Edward Faragoh, guionista[145]
- Frances Farmer, actriu[146]
- Howard Fast, escriptor[147]
- John Henry Faulk, personalitat radiofònica[148]
- Jerry Fielding, compositor[65]
- Carl Foreman, productor i guionista[149]
- Anne Froelick, guionista[45]
- Lester Fuller, director[150]
- Bert Gilden, guionista[151]
- Lee Gold, guionista[152]
- Harold Goldman, guionista[153]
- Michael Gordon, director[154]
- Jay Gorney, guionista[155]
- Lee Grant, actriu[156]
- Morton Grant, guionista[157]
- Anne Green, guionista[158]
- Jack T. Gross, productor[159]
- Margaret Gruen, guionista[160]
- David Hilberman, animador[161]
- Tamara Hovey, guionista[162]
- John Hubley, animador[163]
- Edward Huebsch, guionista[164]
- Ian McLellan Hunter, guionista[165]
- Kim Hunter, actriu[166]
- John Ireland, actor[55]
- Daniel James, guionista[167]
- Paul Jarrico, productor i guionista[168]
- Gordon Kahn, guionista[45]
- Victor Kilian, actor[169]
- Sidney Kingsley, dramaturg[170]
- Alexander Knox, actor[171]
- Mickey Knox, actor[172]
- Lester Koenig, productor de pel·lícules / discs[173]
- Charles Korvin, actor[174]
- Hy Kraft, guionista[175]
- Constance Lee, guionista[176]
- Will Lee, actor i còmic
- Robert Lees, guionista[177]
- Carl Lerner, editor i director[178]
- Irving Lerner, director[179]
- Sam Levene, actor[180]
- Lewis Leverett, actor[181]
- Alfred Lewis Levitt, guionista[182]
- Helen Slote Levitt, guionista[182]
- Mitch Lindemann, guionista[159]
- Norman Lloyd, actor[183]
- Ben Maddow, guionista[184]
- Arnold Manoff, guionista[185]
- John McGrew, animador[186]
- Ruth McKenney, escriptora[187]
- Bill Meléndez, animador[188]
- John "Skins" Miller, actor[189]
- Paula Miller (actriu), actriu[181]
- Josef Mischel, guionista[190]
- Karen Morley, actriu[191]
- Henry Myers, guionista[192]
- Mortimer Offner, guionista[142]
- Alfred Palca, escriptor i productor[193]
- Larry Parks, actor[194]
- Leo Penn, actor[195]
- George Pepper (pro de la pel·lícula ducer)[196]
- Jeanette Pepper, economista[197]
- Irving Pichel, director[198]
- Louis Pollock, guionista[52]
- Abraham Polonsky, guionista i director[157]
- William Pomerance, executiu d'animació[161]
- Vladimir Pozner, guionista[199]
- Stanley Prager, director[162]
- John Randolph, actor[200]
- Maurice Rapf, guionista[201]
- Rosaura Revueltas, actriu[202]
- Robert L. Richards, guionista[203]
- Frederic I. Rinaldo, guionista[204]
- Martin Ritt, actor i director[205]
- W. L. River, guionista[206]
- Marguerite Roberts, guionista[207]
- David Robison, guionista[208]
- Naomi Robison, actriu[208]
- Louise Rousseau, guionista[117]
- Jean Rouverol (Butler), actriu i escriptora[209]
- Shimen Ruskin, actor[141]
- Madeleine Ruthven, guionista[210]
- Waldo Salt, guionista[211]
- John Sanford, guionista[212]
- Bill Scott, actor de veu[131]
- Martha Scott, actriu[52]
- Robert Shayne, actor
- Joshua Shelley, actor[195]
- Madeleine Sherwood, actriu[213]
- Vaixell Reuben, guionista[214]
- Viola Brothers Shore, guionista[199]
- Hilda Simms, actriu
- George Sklar, dramaturg[117]
- Art Smith, actor[181]
- Louis Solomon, guionista i productor[215]
- Ray Spencer, guionista[159]
- Janet Stevenson, escriptora[216]
- Philip Stevenson, escriptor[110]
- Donald Ogden Stewart, guionista[217]
- Arthur Strawn, guionista[218]
- Bess Taffel, guionista[162]
- Julius Tannenbaum, productor[115]
- Frank Tarloff, guionista[219]
- Shepard Traube, director i guionista[118]
- Dorothy Tree, actriu[220]
- Paul Trivers, guionista[221]
- George Tyne, actor[195]
- Michael Uris, escriptor[222]
- Peter Viertel, guionista[223]
- Bernard Vorhaus, director[224]
- John Weber, productor[225]
- Richard Weil, guionista[226]
- Hannah Weinstein, productora[227]
- John Wexley, guionista[228]
- Michael Wilson, guionista[229]
- Nedrick Young, actor i guionista[230]
- Julian Zimet, guionista[139]